# Dansskola

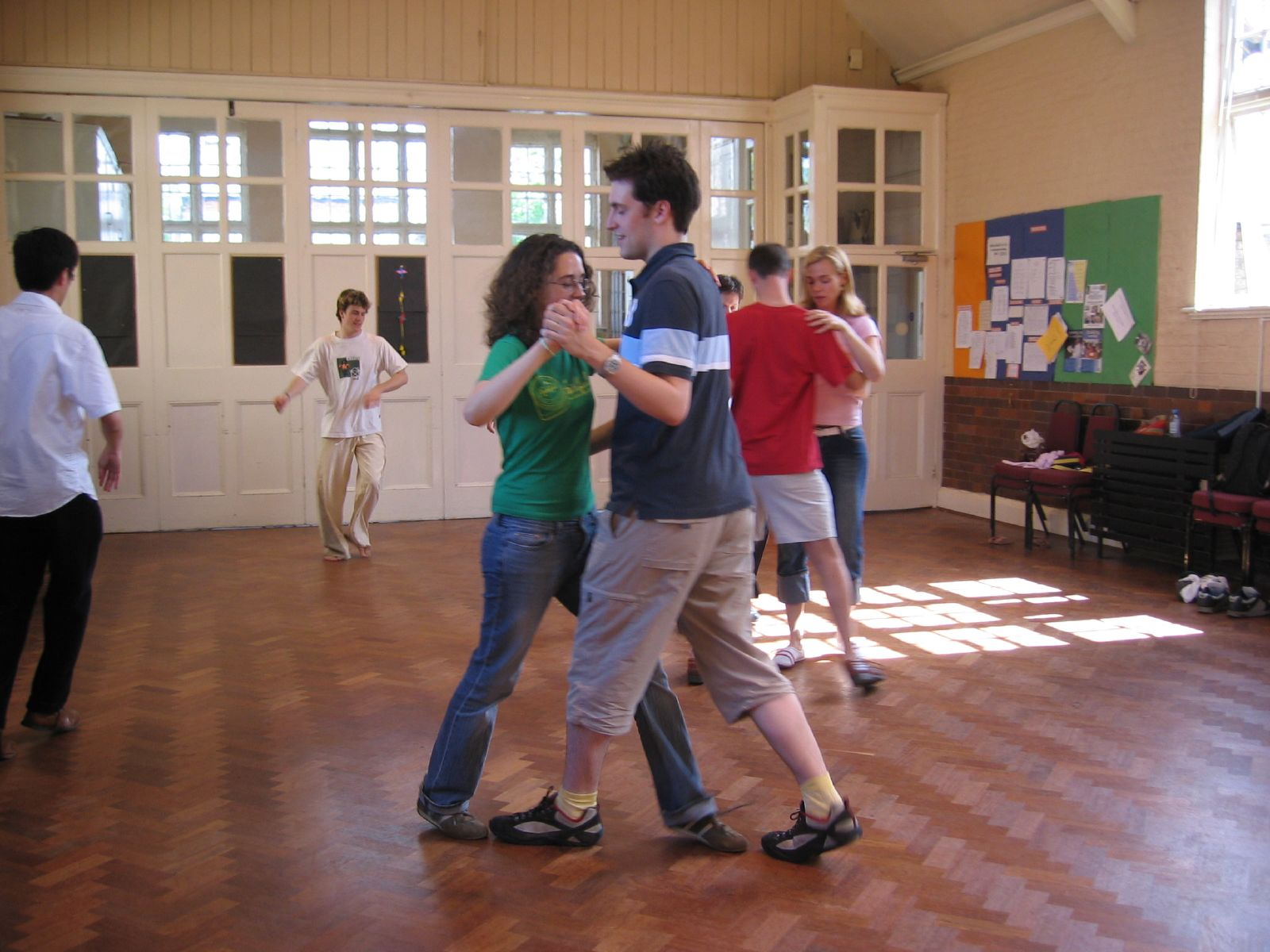
Dansskola

En dansskola är ett ställe där dans lärs ut. Musiken kan ofta vara inspelad musik, men ibland förekommer dock levande musik från exempelvis ett piano, något som framförallt är vanligt vid balett eller steppdans.

## Populärkultur
- TV-serien Fame utspelar sig på en dansskola.[1]

### Fotnoter
1. ↑  Sofia Hedström (26 oktober 2008). ”TV har förändrat modet” (på svenska). Svenska dagbladet. https://www.svd.se/tv-har-forandrat-modet. Läst 19 juli 2017.